# Sinagoga de la Calle Eldridge
La Sinagoga de la Calle Eldridge (en inglés: Eldridge Street Synagogue) es una sinagoga histórica ubicada en Nueva York, Nueva York. La Sinagoga de la Calle Eldridge se encuentra inscrita como un Hito Histórico Nacional en el Registro Nacional de Lugares Históricos desde el 28 de marzo de 1980.  

## Ubicación
La Sinagoga de la Calle Eldridge se encuentra dentro del condado de Nueva York en las coordenadas 40°42′53″N 73°59′39″O / 40.714722, -73.994167.